# Parque Estadual Gruta da Lagoa Azul
O Parque Estadual Gruta da Lagoa Azul foi criado pelo Decreto 1.472, de 9 de junho de 2000, e homologado com a Lei 7.369, de 20 de dezembro de 2000, com uma área de 12 513 ha, abrangendo o município de Nobres, no Estado de Mato Grosso, região centro-oeste do Brasil. Possui dentro de sua área grutas e cavernas de formações calcárias em forma de dolinas incrustadas na serra de Nobres com lagoas de águas azuis cristalinas, com presença de espeleotemas como estalactites, estalagmites, cortinas e colunas, patrimônio de grande importância cultural, cênica, apresentando ainda grande potencial turístico.

## Localização
O Parque Estadual Gruta da Lagoa Azul fica no município de Nobres, no Mato Grosso. Possui uma área de 12.513 hectares. A caverna da lagoa azul contém uma poça de água azul formada a partir das águas subterrâneas do rio Saloba. A entrada principal é preenchida em parte pela água. A sala contém colunas com mais de 5 metros de diâmetro e 1 metro de diâmetro. Pode haver vestígios arqueológicos na caverna. O parque tem várias outras cavernas calcárias. Está coberta de florestas caducifólias e abriga macacos bugios, antas, onças-pintadas e araras.

## História
O Parque Estadual Gruta da Lagoa Azul foi criado pelo decreto 1.472, de 13 de dezembro de 1999, com uma área de cerca de 12.512,55 hectares, incluindo a antiga Reserva da Gruta da Lagoa Azul, de 512,55 hectares. Em 30 de maio de 1999, um decreto-lei proibia visitas públicas até que um plano de manejo fosse preparado com a finalidade de preservar a caverna enquanto permitia o turismo. A Lei 7.369, de 20 de dezembro de 2000, confirmou o decreto de criação do parque. O Plano de Gestão Espeleológica da caverna foi aprovado em 10 de fevereiro de 2014. O conselho consultivo foi criado em 15 de dezembro de 2014. Todavia o Parque continua interdidato. O Plano de Manejo, realizado por uma conceituada empresa de consultoria do Estado do Paraná e devidamente mantido nos arquivos da Secretaria Estadual de Meio Ambiente (SEMA/MT), identificou 14 diferentes tipos de bactérias nocivas e letais à saúde humana, presentes tanto no solo, na água como no ar da Gruta da Lagoa Azul.

## Ameaças
A principal ameaça vem dos danos causados pelos turistas e pela agricultura local. A caverna tem um ecossistema muito frágil, dependente de temperatura e umidade constantes. O aumento de CO² da respiração dos visitantes e o calor de suas luzes podem estimular fungos e líquens a atacar os espeleotemas. Danos incluem espeleotemas quebrados, esculturas e escrita nas paredes. Os moradores locais estão cientes de que a caverna foi bastante maltratada e que é uma atração turística valiosa. Eles eram a favor de fechar a caverna até que um plano pudesse ser preparado para impedir estragos adicionais,  sem contar a presença de bactérias nocivas e letais à saúde humana presentes em todos os ambientes da Gruta que dá nome ao parque e é a principal atração do local.